# Joseph de Chastonay
Pour les articles homonymes, voir de Chastonay.
Joseph de Chastonay, né le 23 janvier 1880 à Sierre (originaire de Sierre) et mort le 12 septembre 1937, est un juriste et homme politique valaisan. Membre du parti chrétien conservateur, il est conseiller d'État de 1920 à 1925.

## Biographie
Jean Joseph de Chastonay naît dans sa ville d'origine, Sierre. Son père, Victor, est une figure du parti conservateur catholique valaisan. Son oncle, Jean-Marie, est conseiller d'État, de même que son cousin Oscar, fils de son autre oncle Gaspard.
Il fait ses études aux collèges de Dôle, Sion et Fribourg et obtient une maturité classique. Il étudie ensuite le droit aux universités de Munich, Paris et Vienne, et achève un doctorat en droit à l'Université de Fribourg en 1906.
Rentré en Valais, il obtient ses brevets d'avocat et de notaire (après un stage chez Joseph Kuntschen) et ouvre son étude à Sierre vers 1900. En 1913, il fonde le Crédit Sierrois (qui sera racheté en 1957 par l'UBS). Il fonde ensuite l'imprimerie sierroise, dont il sera président du conseil d'administration, et en 1927, la Patrie valaisanne, journal du parti conservateur valaisan.
De Chastonay épouse en 1915 Marcelle de Wolff (fille de Ferdinand, un banquier). Ils ont deux filles, Marie Gabrielle et Suzanne, et deux garçons, Jean-Louis et Pierre (futur conseiller national).
La cinquantaine passée, il commence à subir des atteintes à sa santé. Après que celle-ci a décliné rapidement, il effectue le pèlerinage de Lourdes, et est finalement hospitalisé au sanatorium Victoria de Berne, où il décède en 1937, à 57 ans.

## Parcours politique
Comme son père, Joseph de Chastonay s'engage dans le parti chrétien conservateur. Il commence son parcours politique à l'échelon communal, dans sa ville de Sierre : il est élu en 1912 au Conseil municipal. Il prend en charge la section de police, et est également secrétaire de l'assemblée primaire. Lors des élections fédérales de 1917, il est candidat au Conseil national, mais n'est pas élu au profit de Victor Petrig.
En 1920, il est candidat à la succession d'Hermann Seiler au Conseil d'État valaisan. Son élection par le Grand Conseil le 19 mai est compliquée, le parti conservateur n'étant pas parvenu à s'entendre sur une candidature unique pouvant rassembler les francophones et les germanophones. De Chastonay obtient finalement 64 voix sur 99 et bat ainsi son concurrent Oscar Walpen ; il démissionne alors de son poste à l'exécutif sierrois. Au sein du Conseil d'État, Joseph de Chastonay prend la tête du département des finances, et met en projet l'élaboration d'une loi sur l'imposition.
À la fin de son premier mandat en 1925, le parti conservateur décide d'accorder un siège au Conseil d'État au parti libéral, ce siège devant être en principe pris à l'un des deux élus du Valais central. Après plusieurs tractations sur fond de tensions entre les différentes régions, de Chastonay (qui a offert de se désister en faveur de son collègue Joseph Kuntschen) n'est pas retenu sur la liste que son parti présente pour l'exécutif cantonal,,,. Les conservateurs haut-valaisans décident toutefois de lancer une liste dissidente comportant Joseph de Chastonay, mais ce dernier décline sa candidature, ainsi que pour le second tour lorsque deux sièges entrent en ballotage,. De Chastonay est ainsi prématurément écarté de son poste, mais son geste ne sera pas rendu par son parti.